# 가톨릭교도 해방령
가톨릭교도 해방령(Catholic Emancipation)은 1829년 영국 정부에서 로마 가톨릭에 대한 차별을 철폐한 정책이다.

## 배경과 발단
1673년 심사율로 가톨릭신자들은 공직취임, 토지구입등에서 차별을 받았는데, 아일랜드에서는 가톨릭교도가 경찰이나 의사가 되는 것을 금하는 직업상의 불이익을 주고 있었다. 이는 종교 개혁 이후 가톨릭 교도들이 반역자 취급을 받았던 뿌리깊은 종교적인 반목 때문이었다. 하지만 1829년 국교인 영국 성공회신자가 아니더라도 공직에 취임할 수 있게 하여 가톨릭교도를 포함한 비 성공회 신자들에 대한 차별을 철폐하였다. 이는 당시 자유주의의 영향을 받은 영국 정부의 개혁중 하나이다.

## 같이 보기
- 앵글로가톨릭주의